# باتريك سلافين
باتريك سلافين (بالإنجليزية: Patrick Slavin)‏ هو لاعب كرة قدم بريطاني (وحمل سابقاً جنسية المملكة المتحدة لبريطانيا العظمى وأيرلندا) في مركز الهجوم، ولد في 5 مايو 1877 في المملكة المتحدة، وتوفي في 13 نوفمبر 1916. لعب مع نادي سلتيك.